# Romuald & Roman
Romuald & Roman – album kompilacyjny zespołu Romuald i Roman wydany w 1994 przez wydawnictwo Digiton. Nagrania pochodzą z sesji radiowych dokonanych w różnych okresach działalności zespołu.

## Lista utworów
1. "A ja nigdy i basta" – 02:33
2. "Kto poznał ten świat" – 02:48
3. "Znasz ten dom" – 04:13
4. "Człowiek" – 05:34
5. "Gdyby przebaczać mogli wszyscy" – 2:51
6. "Wędrujesz tak" – 3:20
7. "Bobas" – 3:00
8. "Wszystko ci kupiłem" – 2:15
9. "Idź dalej" – 3:35
10. "XXI zbliża się wiek" – 2:25
11. "Coś we mnie drzemie" – 2:56
12. "Płonie ognisko" – 3:01
13. "Kto" – 4:09
14. "XXI zbliża się wiek (instr.)" – 2:33
15. "Pytanie czy hasło" – 5:08
16. "Czy potrafię" – 7:16
17. "Na twój znak" – 3:49
18. "Patrycja" – 3:07
19. "Wieczorny nokturn" – 5:29
20. "Twoje słowa jak łubin" – 3:07